# Кирил Миланов – Байко
Кирил Миланов (17 септември 1948 г. – 25 януари 2011 г.), популярен с прякора Байко, е български футболист, централен нападател. Между 1966 г. и 1977 г. записва 254 мача с 81 гола в А група за Марек (Дупница), Академик (София) и Левски (София).
Миланов има 21 мача с 4 гола за националния отбор на България. Участник на Световно първенство по футбол 1974 в Германия.

## Кариера
Играл е за Марек (1966-1971), Академик (София) (1971-1973) и Левски (София) (1973-1978). Шампион на България през 1974 и 1977 с Левски (Сф), носител на купата на страната през 1976 и 1977 г. Има 84 мача и 34 гола в А група за Левски (Сф), 10 мача и 7 гола за купата на страната и 18 мача (4 в КЕШ, 6 в КНК и 8 в УЕФА) и 18 гола (3 в КЕШ, 14 в КНК и 1 в УЕФА). Голмайстор на А група през 1974 с 19 гола за Левски (Сф), втори през 1971 г. с 25 гола за Марек. Здрав физически централен нападател с добри реализаторски умения. Нерядко двама и трима защитници се наемат с опазването му. Така Кирил Миланов, освен, че бележи много голове, освобождава пространства в атаката на „синия“ отбор за своите съотборници. Притежава неограничен спортен хъс и заразителна страст за победа. Част от легендарния „син“ тим справил се с Аякс, Боависта, Дуисбург и направил знаменити мачове срещу Барселона и Атлетико (Мадрид). Европейски рекордьор по най-много вкарани голове в един мач в европейските клубни турнири. Той прави това постижение през 1976 г. срещу Рейпас (Лахти), (Финландия), в мач завършил при резултат 12:2, а 6 от головете са негово дело! Става голмайстор на турнира за КНК с 14 гола. Има 21 мача и 4 гола за А националния отбор, за Б националния отбор има 3 мача и 2 гола, а за младежкия национален отбор има 6 мача и 2 гола. През 1977 г. по нареждане на Милко Балев е наказан до края на живота си да не се занимава с футбол! Поводът е сбиване с футболиста на Локомотив (София) Йордан Стойков-Бумбо. След това му е разрешено да играе, но само в евротурнирите и за националния отбор. Умира на 25 януари 2011 на 62-годишна възраст.

## Успехи

### Клубни
Левски (София)
- А група:
  -  Шампион (2): 1973/74, 1976/77

- Национална купа:
  -  Носител (2): 1975/76, 1976/77

### Индивидуални
- Голмайстор на КНК: 1976/77 (13 гола)
- Рекордьор по голове в един мач за български тим в Европа: 6 гола
- Втори по голове за Левски в Европа за всички времена: 17 гола